# Biskupice-Pulkov

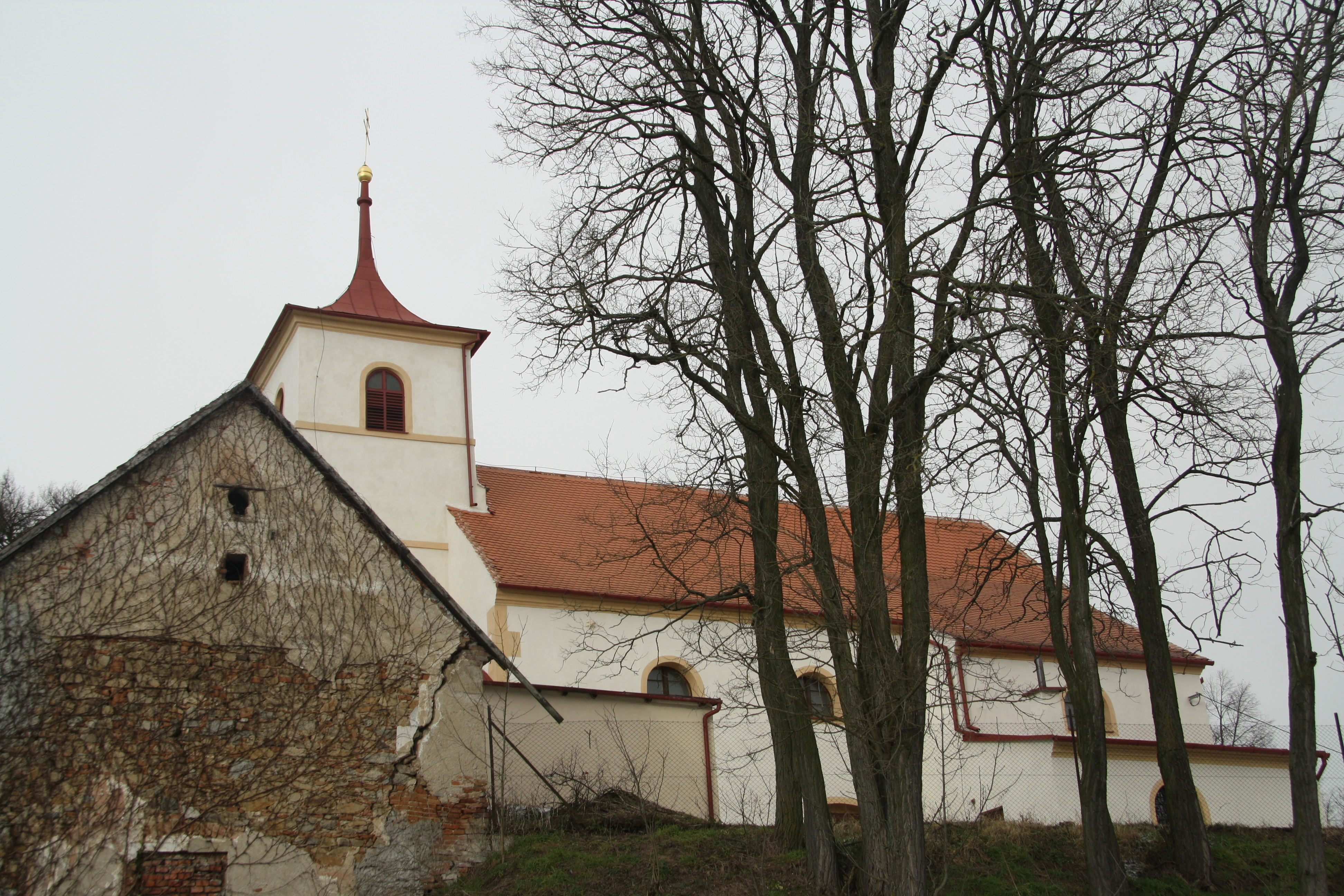
Kirche des hl. Martin

Biskupice-Pulkov ist eine Gemeinde in Tschechien. Sie liegt elf Kilometer südöstlich von Jaroměřice nad Rokytnou und gehört zum Okres Třebíč.

## Geographie
Biskupice-Pulkov befindet sich an der Rokytná in der Jevišovická pahorkatina (Jaispitzer Hügelland). Teile des Gemeindegebiets gehören zum Naturpark Rokytná.
Nachbargemeinden sind Radkovice u Hrotovic im Norden, Litovany im Nordosten, Újezd im Südosten, Slatina im Süden, Rozkoš im Südwesten sowie Příštpo im Nordwesten.

## Geschichte
Archäologische Funde belegen eine Besiedlung des Gemeindegebiets während der Altsteinzeit, Jungsteinzeit (Linearbandkeramische Kultur), Bronzezeit und Eisenzeit.
Die erste urkundliche Erwähnung von Biskupice erfolgte im Jahre 1131. Im Jahre 1570 wurde Biskupice zum Städtchen erhoben. Die Pulkauer Mühle wurde 1571 erstmals erwähnt. Das nach der Mühle benannte Dorf Pulkau entstand zwischen 1750 und 1775.
Am 1. Juli 1965 wurden die Gemeinden Biskupice und Pulkov zur Gemeinde Biskupice-Pulkov zusammengeschlossen. 1973 erfolgte der Abbruch des Schlosses Biskupice.

## Gemeindegliederung
Die Gemeinde Biskupice-Pulkov besteht aus den Ortsteilen Biskupice (Biskupitz) und Pulkov (Pulkau). Zu Biskupice-Pulkov gehören außerdem die Einschichten Peklo und Pulkovský Mlýn (Pulkauer Mühle).
Das Gemeindegebiet gliedert sich in die Katastralbezirke Biskupice u Hrotovic und Pulkov.

## Wirtschaft
In Biskupice ist die Brauerei Gajdoš ansässig.

## Sehenswürdigkeiten
- Kirche des hl. Martin in Biskupice, erbaut im 14. Jahrhundert
- Schule in Biskupice
- Kapelle in Pulkov
- Burgstall Pulkov
- Statue des hl. Johannes von Nepomuk, an der Brücke über die Rokytná in Biskupice
- Nischenkapelle des hl. Johannes von Nepomuk, am Abzweig der Straße nach Pulkov